# Arthur Henderson
Arthur Henderson, britanski politik, mirovnik, nobelovec, livar, * 13. september 1863, Glasgow, † 20. oktober 1935, London, Združeno kraljestvo.
Bil je prvi minister delavske stranke, ki je bil hkrati član kabineta vlade. Prejel je Nobelovo nagrado za mir v letu 1934. Velja za pomembnega politika svoje stranke, predvsem kot osebo, ki je zaznamovala delo stranke preko obdobja tridesetih let. V tem obdobju je bil tudi trikrat vodja same stranke. Po razmišljanju je bil blizu tako liberalni stranki kot sindikatom in je tako, žal mnogokrat zaman, želel z arbitražo in pomirjevalnim akcijam doseči spojitev med liberalno stranko in sindikalnimi gibanji. 

## Zgodnje življenje
Arthur Henderson se je rodil v okolici Glasgowa na Škotskem leta 1863 služkinji in tekstilnem delavcu. Oče je umrl zgodaj pri 10 letih. Po očetovi smrti se je preselil v Newcastle na severovzhodu Anglije, kjer se je mama Agnes vnovič omožila.
Henderson je kot otrok delal v tovarni lokomotiv od starosti 12 let. Ko je končal vajeništvo je pri 17 letih, je šel v Southampton za leto dni in se vrnil v Newcastle kot livar.
Leta 1879 je postal metodist (že prej se je udeleževal obredja kongregacionalistov) in postal pridigar. Ko je izgubil službo 5 let kasneje, se je pričel še bolj ukvarjati s pridiganjem. Po nekaj letih pridiganja leta 1892 Henderson vstopi v svet sindikalne politike, ki je tedaj v samem začetku organizacije delovne sile po industrijski revoluciji v politično gibanje. Pomaga pri delu Društva prijateljev livarjev. Je član odbora, ki se ukvarja s pogajanji sindikatov, znan predvsem kot aktivni preprečevalec stavk in iskalec rešitev. Nasprotuje zvezam sindikatov, saj je prepričan, da bo to pomenilo le še več stavk.

## Delavska stranka
Leta 1900 je Henderson eden od ustanovnih članov delavske stranke (tudi laburistična stranka) kot eden 129 predstavnikov sindikatov in delegatov socialistov, ki so pričeli stranko. Tri leta kasneje je tudi poslanec in celo blagajnik stranke.
Vidno napreduje v stranki, pa tudi stranka postaja vedno bolj uspešna in leta 1906 že pridobi 29 sedežev. Leta 1908 postane celo voditelj stranke za dve leti.
Leta 1914 izbruhne prva svetovna vojna. Zaradi protestnega odstopa vodje stranke Ramsaya MacDonalda, ga nasledi Henderson, ki postane celo del koalicijske vlade in tako član vlade, odgovoren za izobraževanje (taki resorji niso del ožje vlade). 
Z padcem vlade med vojno, odstopi Asquith in ga nasledi David Lloyd George, Henderson pa postane celo del vojnega kabineta kot minister brez listnice. Iz razlogov političnega protesta leta 1917 odstopi, saj zavrnejo njegov predlog mednarodne konference na temo vojne. Kaj kmalu odstopi tudi kot vodja stranke.

## Povojno obdobje
Po krajši krizi vnovič postane pomemben del stranke, tokrat vodja svoje poslanske skupine, a že 1922 izgubi svoj sedež.
Za kratek čas je del delavske vlade, ki kaj kmalu izgubi volitve. Henderson noče spodbijati MacDonaldov položaj v stranki, zato objavi delo premisleka o nadaljnjem delu stranke. Leta 1929 postane celo zunanji minister in tako podpira delo Lige narodov.
Med veliko gospodarsko krizo se država odloči ob visoki brezposelnosti, da bo prepolovila socialno pomoč brezposelnim, kar naredi položaj delavske stranke zelo mučnega. Vlada to odločitev sklene ob ohranjanju zlata kot standarda denarne vrednosti. MacDonald zapusti delavske interese in sklene vlado narodne enotnosti, kar stranka ne odpusti, Henderson je eden edini, ki ne soglaša, da MacDonalda ne izženejo iz stranke.
Henderson je tako ponovno leta 1931 postal vodja stranke, ki postaja ključna opozicija MacDonaldovi vladi. MacDonald na volitvah zmaga s premočno večino, Henderson pa utrpi izgubo poslanskega sedeža kot tudi poraz stranke. Ob naslednjih volitvah stranka pridobi nazaj svoje rezultate.

## Kariera ob koncu
Henderson se vrne zmagovito v parlament. V politični karieri se je dokazal kot poslanec, ki se je največkrat vrnil po prejšnjem volilnem porazu, dosegel pa je tudi uspehe v volilnih okrajih, kjer prej ni še kandidiral. Od leta 1931 naprej pa do konca življenja vidno vlaga energijo v preprečevanje vojnega obračuna. Tako je pomemben udeleženec Svetovne lige miru in predseduje Ženevski konferenci razorožitve. Leta 1934 je nagrajen z Nobelovo nagrado za mir.
Henderson je umrl leta 1935 ob dopolnjeni starosti 72 let. Dva njegova sinova sta se vidno udejstvovala v delavski stranki in bila nagrajena s plemiškim naslovov barona.